# Cotta di maglia

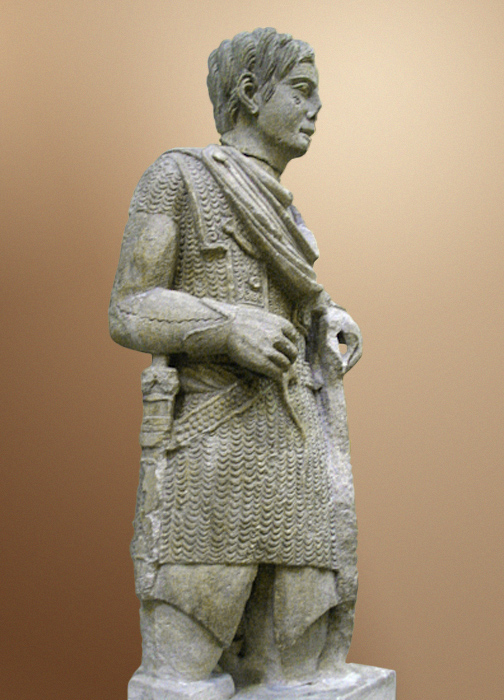
Cotta di maglia celtica in una statua gallica.

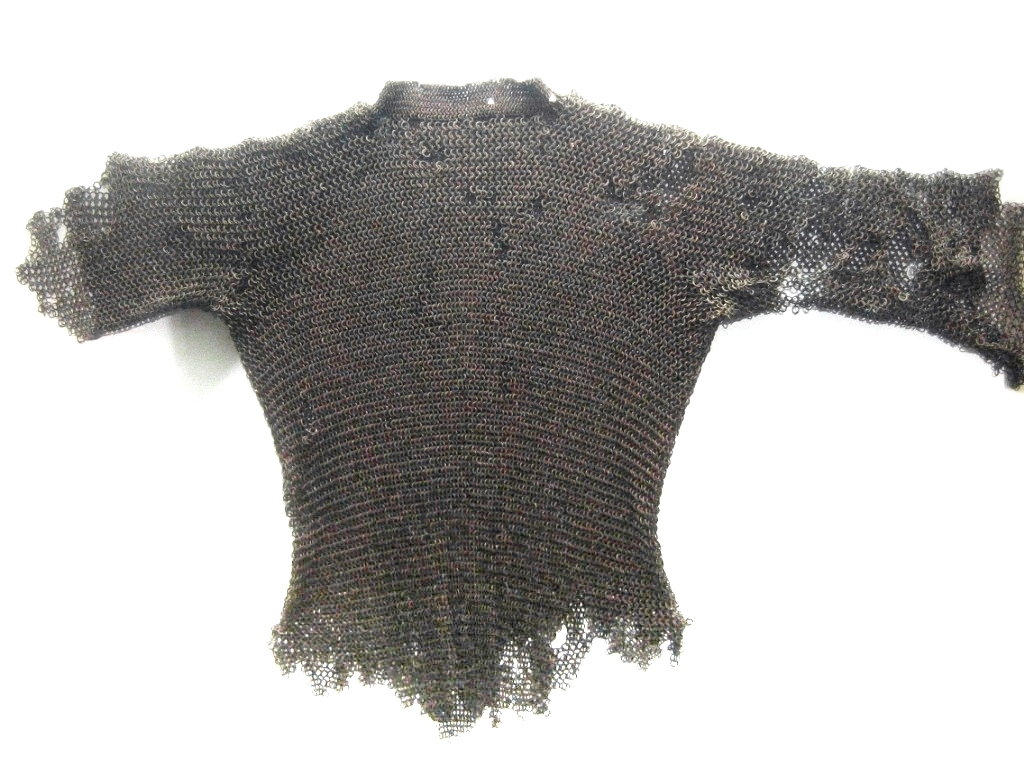
Cotta di maglia dell'Europa occidentale (Medioevo) - Museo di Bayeux.

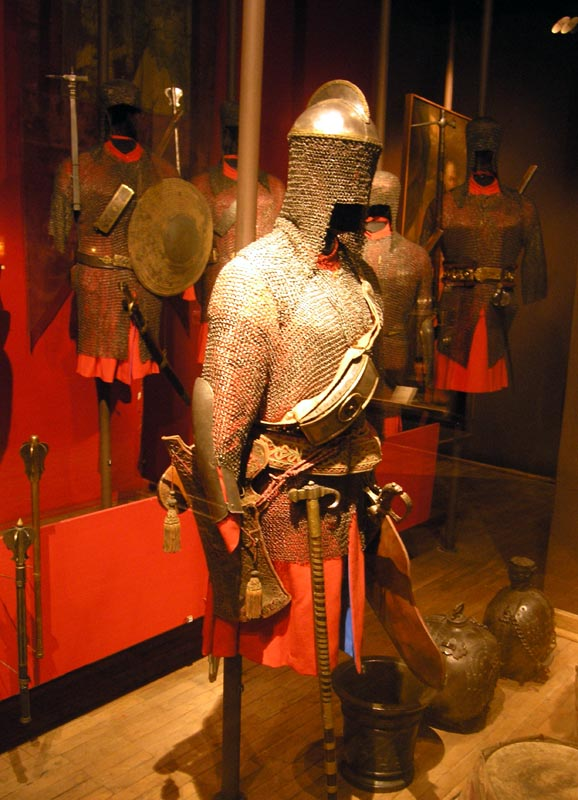
Cotta di maglia dei pancerni polacco-lituani.

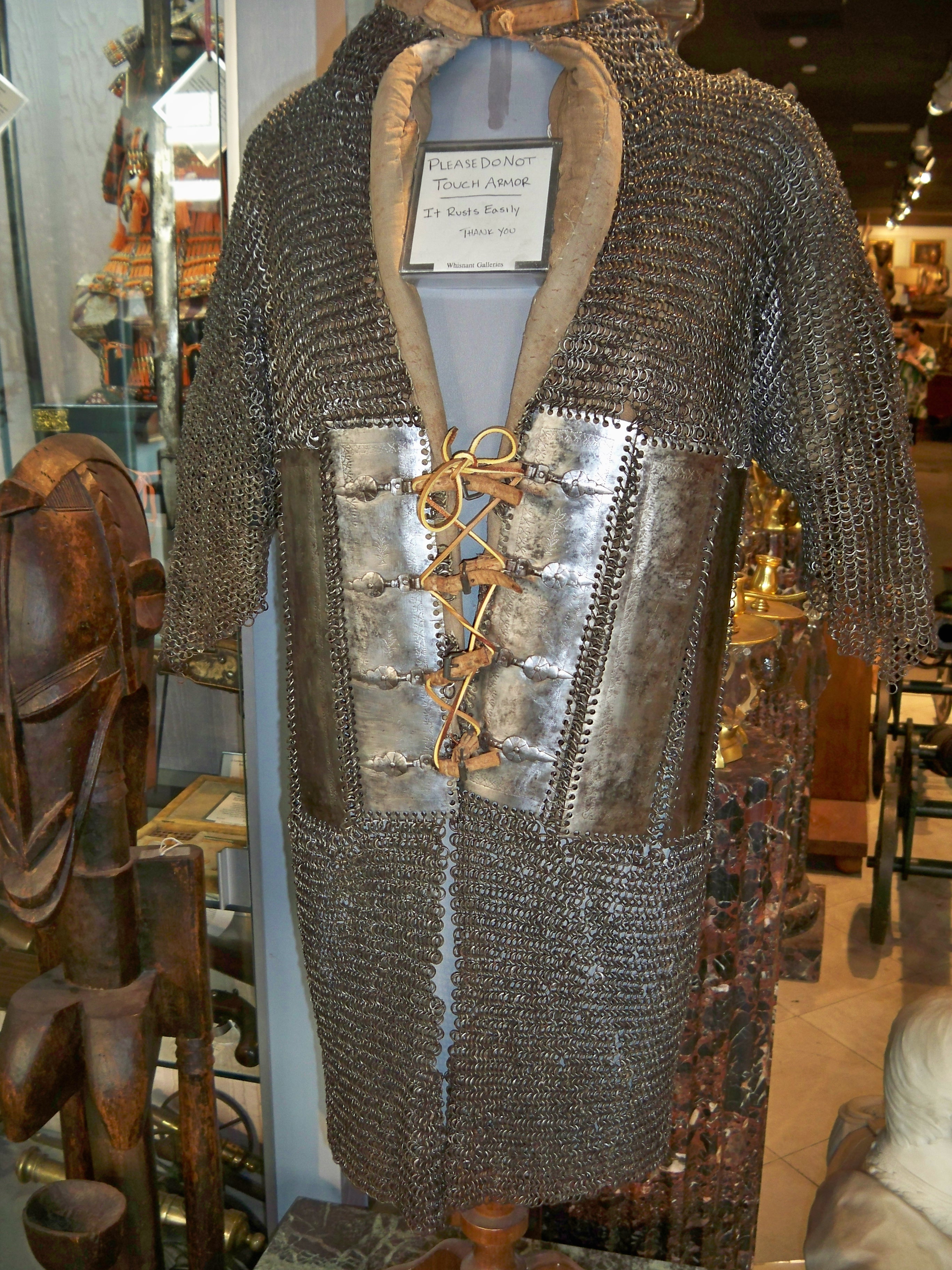
Cotta di maglia dell'India Moghul tipo zirah bagtar.

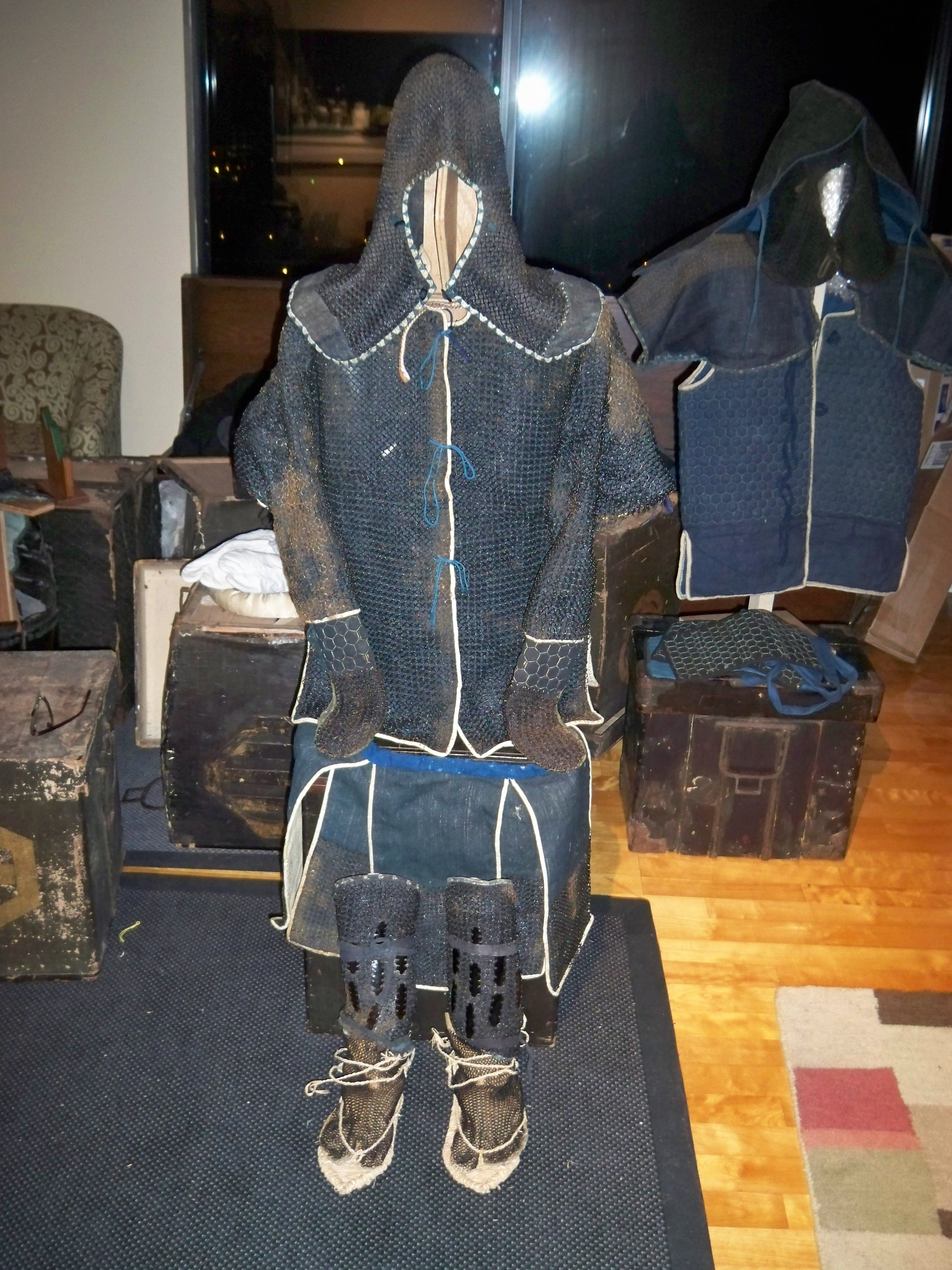
Cotta di maglia del Giappone (Periodo Edo) tipo kusari gusoku.

La cotta di maglia è un tipo di armatura "a veste" formata da una maglia metallica, anticamente utilizzata per proteggere il corpo dei combattenti nelle mischie. Poteva essere utilizzata come armatura a sé stante o in aggiunta ad altri apparati difensivi.
Di origine celtica, utilizzata da nuragici, etruschi, celti, truppe romane e altri ancora, figura nella panoplia di quasi tutte le culture guerriere eurasiatiche e nord-africane. Successivamente utilizzata anche dai soldati e cavalieri medievali.
Le cotte di maglia si classificano per il numero di anelli nell'unità formante e nella loro disposizione. Naturalmente più è alta la densità di anelli più la cotta acquisisce capacità protettive nei confronti dell'indossatore, ma al contempo diventa più pesante e potrebbe limitarne il movimento.

## Storia
L'esemplare museale di cotta di maglia più antico rinvenuto sul suolo europeo data al III secolo a.C.: si tratta di un'armatura in maglia di ferro rinvenuta in una necropoli celtica della Slovacchia, presso Horný Jatov. La maggior parte degli studiosi contemporanei, rifacendosi ad una tesi già sostenuta dallo storico latino Marco Terenzio Varrone, concordano nell'indicare appunto i Celti quali inventori della lavorazione "a maglia" del filo di ferro onde ricavarne un apparato difensivo per il tronco, dalle spalle alla coscia, ad un tempo solido ed elastico per proteggere il corpo del guerriero contro i colpi di spada, lancia e giavellotto. Questa particolare tipologia di armatura, ennesima prova della pregevole lavorazione del ferro da parte degli artigiani della cultura di La Tène, era destinata quasi unicamente ai reparti di cavalleria pesante reclutati tra le consorterie armate dei nobili ed ebbe larga diffusione in Europa tra IV e III secolo a.C., quando cioè le bande armate dei Celti si sparsero in lungo e in largo per il continente, raggiungendo il Mediterraneo e la Penisola Anatolica.
Dai Celti, la cotta di maglia passò agli Antichi Romani che, rifacendosi al modello dell'armatura barbarica, svilupparono un apparato difensivo prodotto su larghissima scala per i legionari più solido rispetto alle corazze toraciche dell'Età del Bronzo e più economico rispetto ai piastroni in bronzo lavorati in foggia di torso umano utilizzati dagli alti ufficiali amanti del lusso di scuola greca. Prodotto di questa evoluzione fu la lorica hamata in uso alle truppe di Roma, tra alterne vicende, dalle guerre puniche sino al V secolo.

## Costruzione
L'armatura tipo "Cotta di maglia" costituisce certamente uno dei primi e più interessanti sviluppi dell'arte degli armaioli antichi. Rispetto alle forme più primitive di apparati difensivi, cioè le corazze in cuoio dei primi guerrieri Egizi o i pesanti piastroni ottenuti da un unico pezzo di bronzo degli opliti dell'Antica Grecia, la cotta in maglia metallica declina in sé la più matura capacità dell'artigiano di lavorare il ferro onde ottenere un prodotto tecnologico d'avanguardia che media tra il bisogno di un robusto apparato difensivo esteso a tutte le regioni corporee e la necessità di preservare libertà di movimento.
La maglia era ottenuta sovrapponendo più file di anelli chiusi con rivetti agganciati a file di anelli interi. Il prodotto finito, certamente un po' ingombrante ma niente affatto inficiante la libertà di movimento delle articolazioni e del corpo in generale, poteva poi essere facilmente riparato sostituendo anelli nuovi a quelli lacerati, persi o rovinati.